# وان لتیان
وان لتیان (انگلیسی: Wan Letian؛ زادهٔ ۱۲ اوت ۲۰۰۴) شناگر زن اهل چین است.
وی در مسابقات کشوری و بین‌المللی در مجموع برندهٔ ۱ مدال برنز شده است.